# Willemskazerne (Utrecht)
De Willemskazerne is een voormalige militaire kazerne in het centrum van de Nederlandse stad Utrecht.

## Geschiedenis
De kazerne is tussen 1824 en 1829 gebouwd onder leiding van de stadsarchitect Johannes van Embden op het terrein van het voormalige Wittevrouwenklooster naar een (deel)ontwerp van luitenant-kolonel-ingenieur Willem Offerhaus. Op het terrein stond het 'huis van Athlone', dat al een militaire bestemming had gekregen in de Bataafse periode. In de periode voor de bouw had de stad al de panden Ridderschapstraat 5 tot en met 25 opgekocht, zij werden gesloopt. Ook de laatste delen van het klooster verdwenen, zoals de kerktoren achter Ridderschapstraat 3-5. Het grote bouwwerk paste op de locatie tussen de Ridderschapstraat en de Wittevrouwenbarrière door een deel van de singel te dempen.
De kazerne werd vernoemd naar koning Willem I en geopend op diens verjaardag op 24 augustus 1829. De kazerne bestond uit vier vleugels rond een binnenplaats en bood huisvesting voor maximaal 2500 man. De manschappen dienden dan wel met z'n tweeën in een kooi te slapen. De hoofdingang was gelegen aan de Ridderschapstraat. De achterzijde - met een lengte van 112 meter - lag langs de Wittevrouwenkade. De in de tijd van Napoleon ingestelde dienstplicht zorgde voor steeds nieuwe lichtingen die zich dienden te melden in de Ridderschapstraat. De Willemskazerne werd bestemd voor de infanterie. De Wittevrouwenbarrière liep indertijd dood en werd voor exercitie gebruikt. Voor grotere exercities was het Janskerkhof dichtbij.
Rond de bouwperiode gingen in bredere zin grote delen van Utrecht op de schop. Onder meer de Wittevrouwenpoort, de Plompetoren en de torens Hond en Vos met de stadsmuren verdwenen in dit gebied en naast deze kazerne werd richting Lucas Bolwerk het Zocherpark aangelegd. In militair opzicht werden tevens rond de stad als nieuwe verdedigingslinie de eerste forten bij Utrecht gebouwd. Het bolwerk Wolvenburg werd in 1852 bestemd als locatie voor de gevangenis. Een klein deel van die gevangenis was voor militairen bedoeld, tot dit werd overgeplaatst naar Nieuwersluis.
In 1877 brak een brand uit die een groot deel van de Willemskazerne verwoestte, de zijgebouwen bleven behouden. Op het middendeel werd vervolgens in 1881-1882 de Gemeentelijke Hogere Burgerschool voor meisjes gebouwd naar ontwerp van Cornelis Vermeijs. Een zijgebouw van de kazerne werd in gebruik genomen door het kadaster. Het andere zijgebouw werd in 1884 toegewezen aan het Museum van Kunstnijverheid. Omstreeks 1894 kreeg die de gehele ruimte aan de Wittevrouwenkade 6 tot zijn beschikking, het werk museum en school voor kunstnijverheid, vooral onderricht in tekenen, perspectief tekenen en modellenleer. Architect/directeur P.J. Houtzagers had de hand in diverse verbouwingen voor dit museum en school van kunstnijverheid. In het eerste kwart van de 20e eeuw diende het de deuren te sluiten waarna de tot Gemeentelijk Lyceum voor meisjes omgevormde H.B.S. de beschikking over de benedenverdieping kreeg. Op de bovenverdiepingen vestigde zich het Instituut voor Psychotechniek van D.J. van Lennep, gespecialiseerd in beroepskeuze. Het Instituut vertrok in de jaren 80. Het andere deel was van de jaren 50 tot de jaren 80 in gebruik als politiebureau Oost, tot ze introkken bij het hoofdbureau.
Deze twee delen van de Willemskazerne aan de Wittevrouwenkade hebben inmiddels geheel andere bestemmingen gekregen. De gebouwen zijn gewaardeerd als rijksmonument. Bij de entree van de Wittevrouwenkade staat nog gedeeltelijk het toegangshek van de kazerne. In de bestrating van de Wittevrouwenkade zijn de contouren van voormalige stadstoren Hond opgenomen.